# Парасольчик сферичний
Парасольчик сферичний (Splachnum sphaericum) — вид мохів порядку парасольчикальних (Splachnales).

## Поширення
Батьківщиною є Європа, Північна Америка, Азія.
Населяє гній великих бореальних травоїдних тварин (таких як лось), мушкег, заболочені місця; від низьких до високих висот.

## Галерея

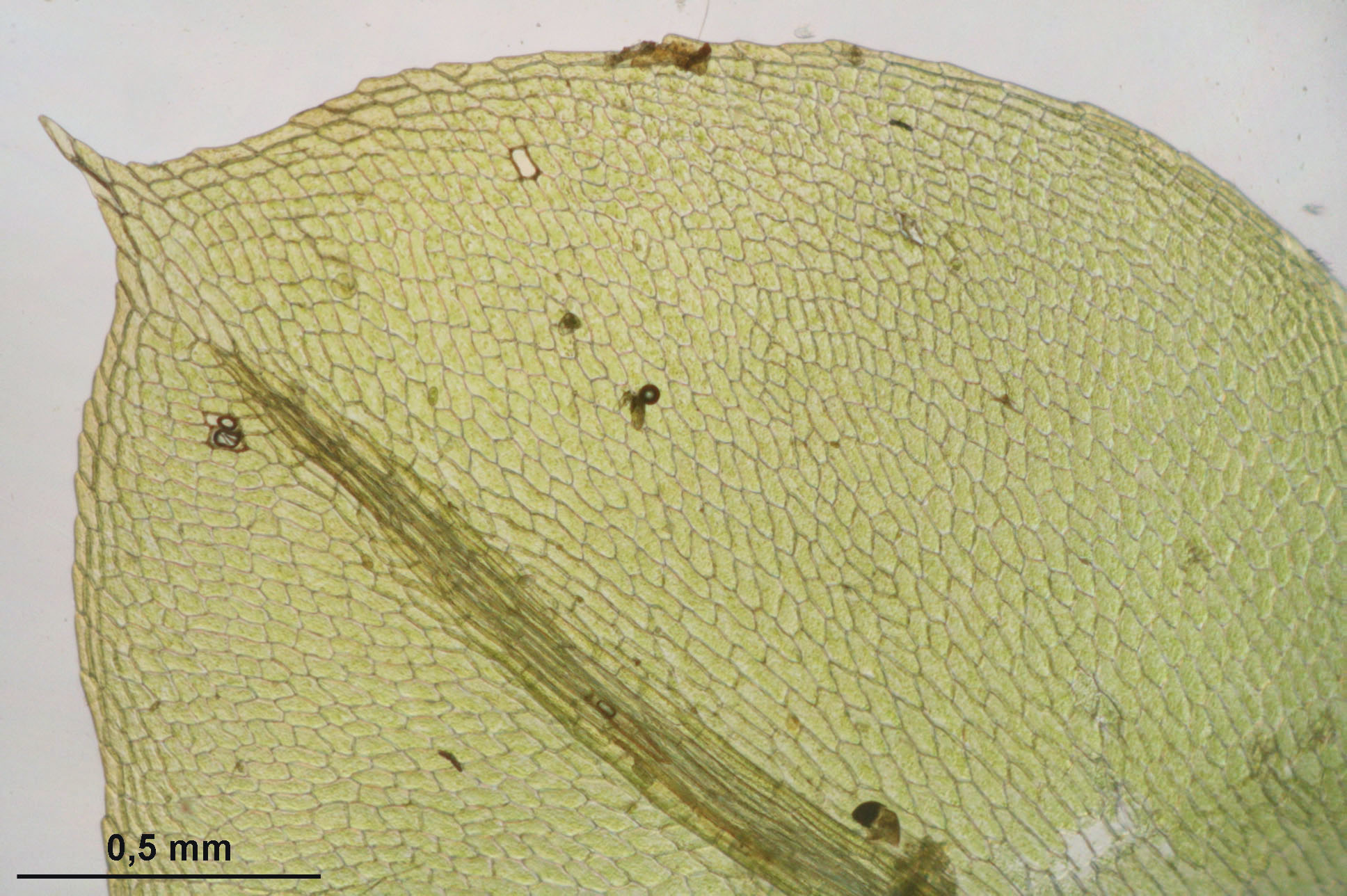
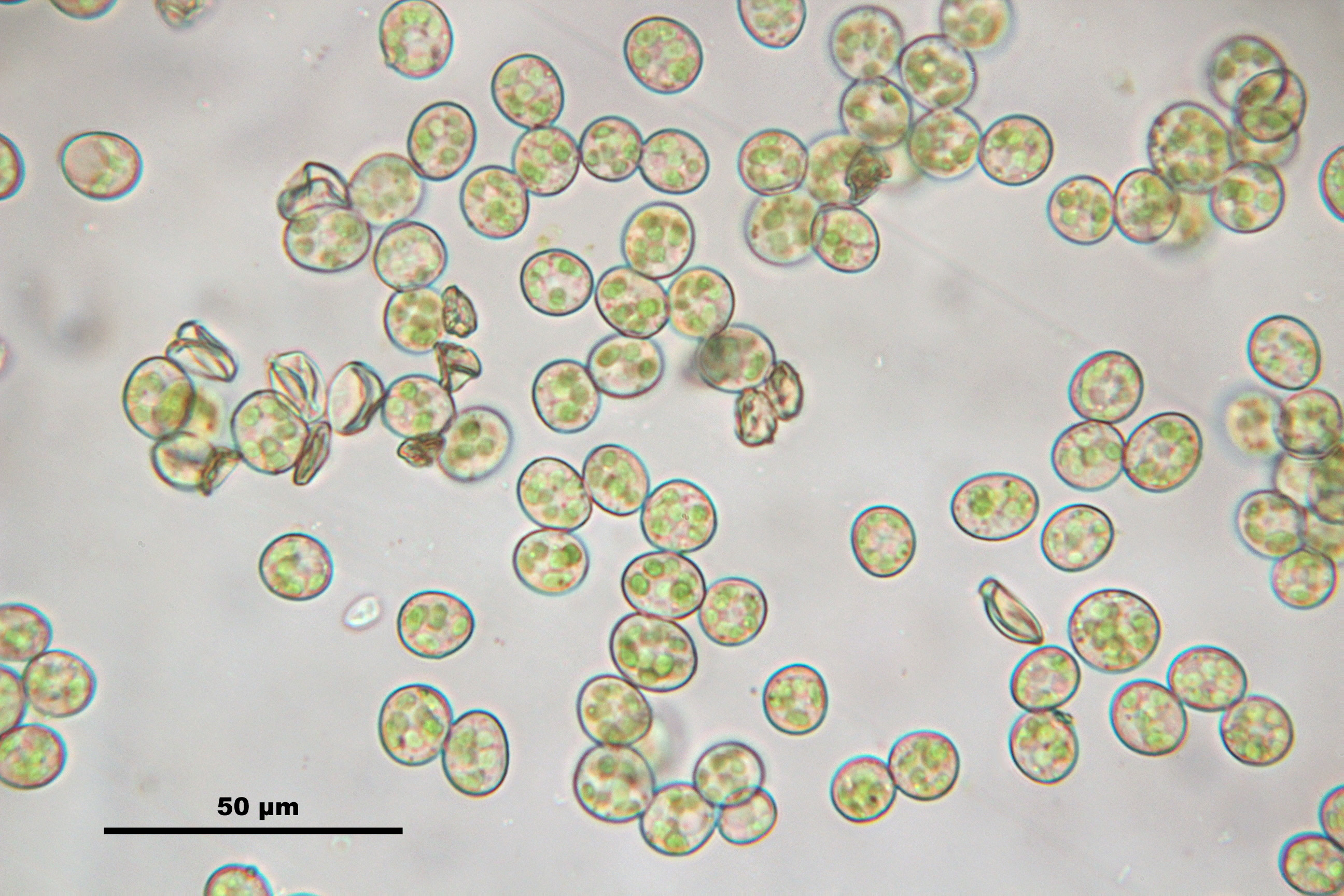

## Характеристика
Рослини світло-зелені чи жовто-зелені. Стебла 0.5–3 см. Листки дещо скупчені на верхівках стебла, широко-обернено-яйцеподібні, 2.5–3.5 мм; краї цілі або зубчасті дистально; верхівка різко коротко- чи довго-загострена. Коробочкові ніжки жовті, стають червонуватими, 1.5–10 см, гнучкі. Коробочка оранжево-червона, урноподібна, 2 мм. Спори 7–13 мкм, кулясті, жовто-зелені. Коробочки дозрівають влітку.